# La Chinoise
La Chinoise, ou plutôt à la chinoise: un film en train de se faire (bra: A Chinesa; prt: O Maoista) é um filme francês de 1967, do gênero drama, dirigido por  Jean-Luc Godard. A Chinesa é uma adaptação livre do romance de Dostoiévski Os Demônios, lançado em 1872. No romance, um grupo de cinco cidadãos indignados, cada um representando diferentes correntes ideológicas e traços de personalidade, conspiram para derrubar o Império Russo através de uma campanha de violência revolucionária. O filme, que se passa na França contemporânea e geralmente situa-se em um pequeno apartamento, é estruturado como uma série de diálogos pessoais e políticos dramatizando as interações de cinco estudantes universitários franceses pertencentes a um grupo radical Maoísta.

## Elenco
- Anne Wiazemsky .... Veronique
- Jean-Pierre Léaud .... Guillaume
- Juliet Berto .... Yvonne
- Michel Semeniako ..., Henri
- Lex De Bruijn .... Kirilov

## Temas
Tematicamente, A Chinesa aborda o interesse político da Nova Esquerda dos anos 60 em torno de eventos históricos e contemporâneos tais como o legado da Revolução Russa de 1917 operada por Lenin, a intervenção militar dos Estados Unidos no sudeste da Ásia, e especialmente a Revolução Cultural Chinesa operada pela Guarda Vermelha sob o comando de Mao Zedong. O filme também discute a ascensão do anti-humanismo pós-estruturalista na intelectualidade francesa em meados dos anos 60.
Godard retrata o papel de certos objetos e organizações — tais como o Livro Vermelho de Mao, o Partido Comunista da França, e outras pequenas organizações de esquerda — no desenvolvimento da ideologia e atividades do grupo. Estes objetos e organizações são surgem para serem resignificados como produtos de entretenimento e moda dentro de uma sociedade de consumo moderna e capitalista — a mesma sociedade que os estudantes radicais buscam tranformar através de seu projeto revolucionário.
O paradoxo é ilustrado através das piadas envolvendo óculos escuros que Guillaume usa (ilustrados com as bandeiras dos Estados Unidos, União Soviética, China, França e Reino Unido) enquanto lê o Livro Vermelho de Mao; semelhante efeito ocorre com a piada visual envolvendo as inúmeras cópias do Livro Vermelho empilhadas de modo a formar uma barricada contra as forças do imperialismo capitalista; além destas, também há uma canção satírica, "Mao-Mao" (cantada por Claude Channes).

## Principais prêmios e indicações
- Festival de Veneza 1967:
  - Recebeu o prêmio especial do júri
  - Indicado na categoria de melhor filme